# Hème a
Pour les articles ayant des titres homophones, voir Ayma, Emma et MA.
L’hème a est une forme d'hème qu'on trouve dans certaines enzymes telles que la cytochrome c oxydase. Il est constitué d'un macrocycle porphyrine chélatant un cation ferreux Fe2+. Il diffère de l'hème b, la forme la plus courante d'hème, par le fait que le groupe méthyle en position 8 est oxydé en aldéhyde et qu'un groupe hydroxyéthylfarnésyle, une chaîne terpénoïde, est lié à la chaîne latérale vinyle en position 3. Il est très semblable à l'hème o.
Il est présent dans le complexe IV de la chaîne respiratoire (cytochrome c oxydase). L'hème A contient un groupement prosthétique composé de fer, qui joue un rôle clé dans le transfert d'électrons en catalysant la réduction de l'oxygène en eau.
Dans la cytochrome c oxydase, il est coordonné avec l'apoprotéine au niveau de l'ion Fe2+ par deux résidus d'histidine :

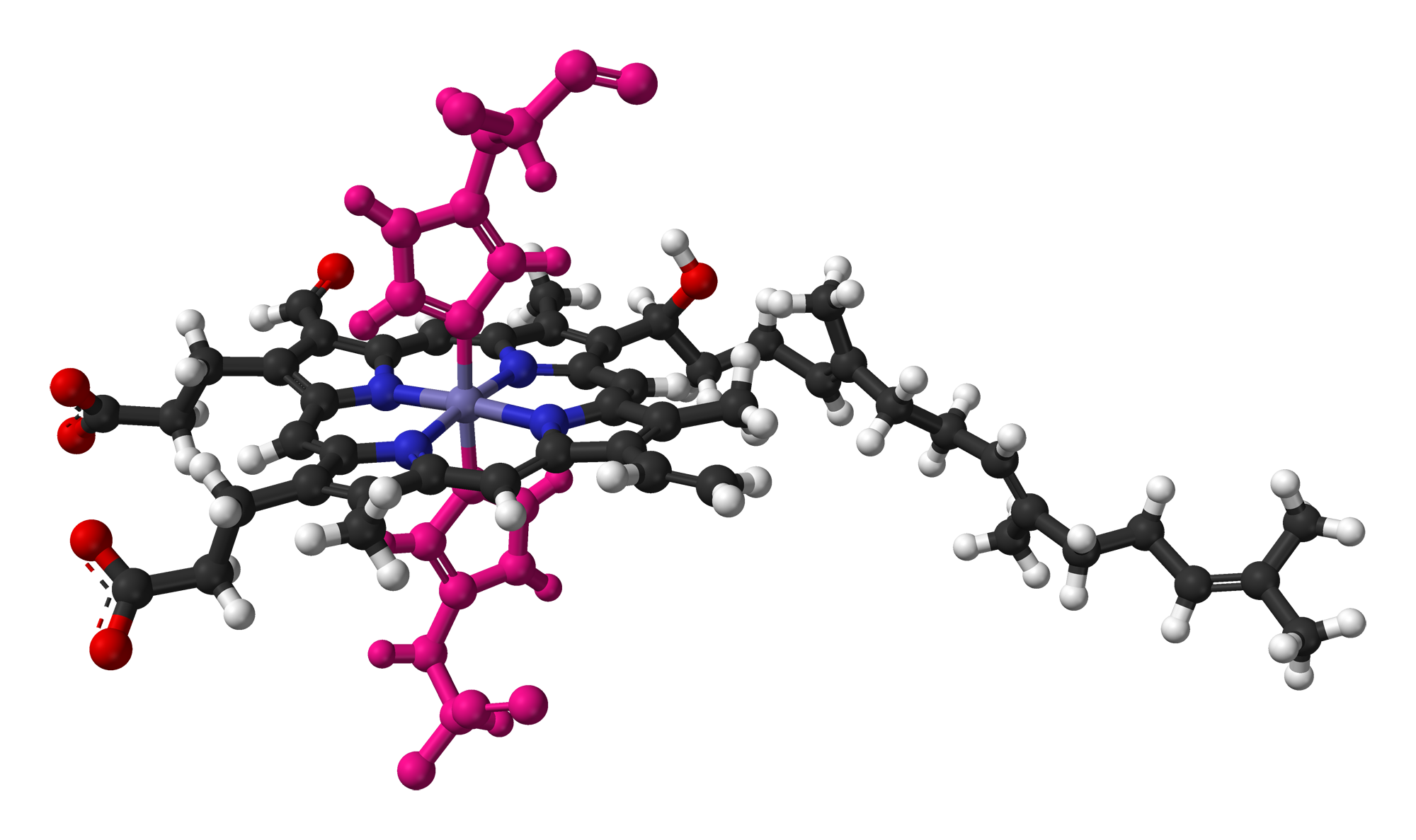
Coordination de l'hème a dans une cytochrome c oxydase bovine cristallisée.